# Rancho Alegre (Paraná)

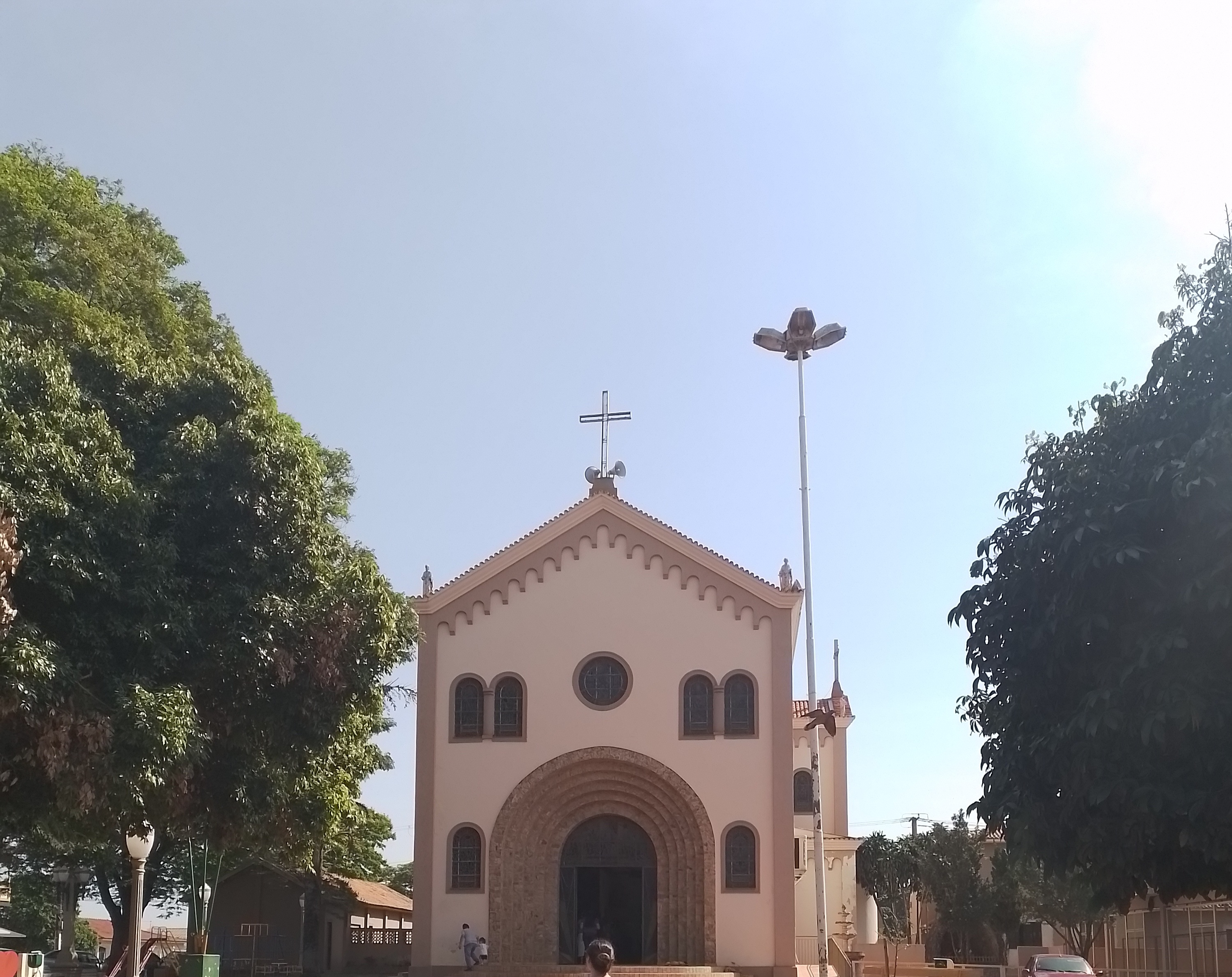
Igreja Matriz de Rancho Alegre.

Rancho Alegre é um município brasileiro do estado do Paraná. Sua população estimada em 2010 era de 3.955 habitantes, conforme dados do IBGE.